# Ray-Ban Aviator

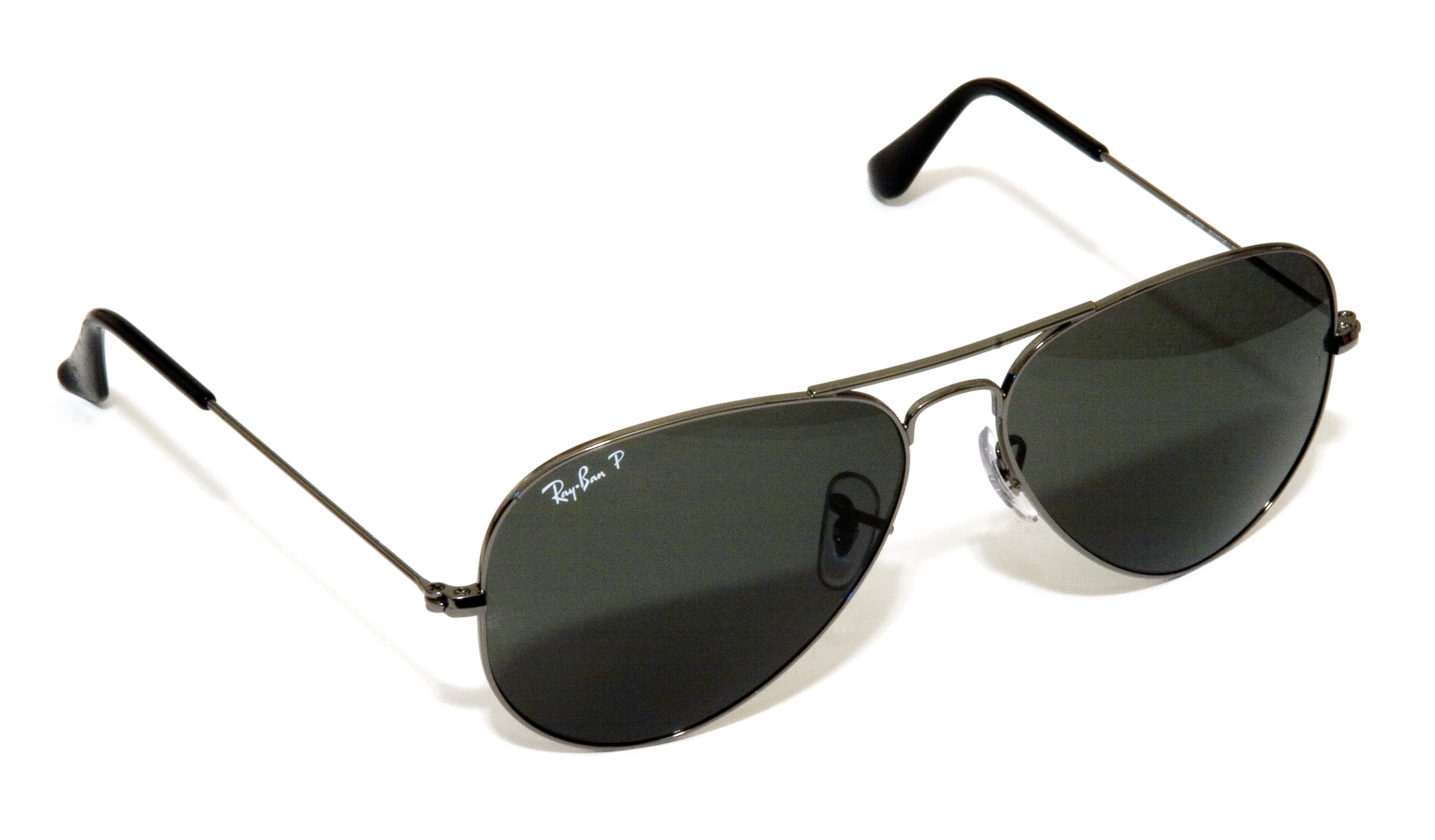
Ray-Ban Aviator

De Ray-Ban Aviator, ook bekend als de pilotenbril of vliegeniersbril, is een type zonnebril ontworpen door de Amerikaanse opticien Bausch & Lomb en die vanaf 1937 op de markt verscheen onder de merknaam Ray-Ban. De zonnebril wordt gekenmerkt door de vorm, het soort lenzen en het bijzonder dunne metalen frame.

## Geschiedenis
De geschiedenis van Ray-Ban begon in de jaren 30 van de twintigste eeuw, toen het New Yorkse Bausch & Lomb van de Amerikaanse Luchtmacht het verzoek kreeg een zonnebril voor piloten te ontwerpen. De brillen kregen een speciale filter in de lenzen voor haar piloten, om hen te beschermen tijdens vluchten met sterk licht. Dit werd het Aviator-model, dat oorspronkelijk uitsluitend voor het Amerikaanse leger bestemd was.
De Aviator-brillen kwamen in 1936 op de markt onder de naam "Anti-Glare" (anti-schittering), en werden in 1937 opnieuw ontworpen onder het merk Ray-Ban, dat speciaal hiervoor werd opgericht. In datzelfde jaar kwamen de brillen ook voor het publiek op de markt.
Variaties op dit model, met de karakteristieke oogkas vullende vorm, zijn tot op de dag van vandaag te koop.